# Mechovci

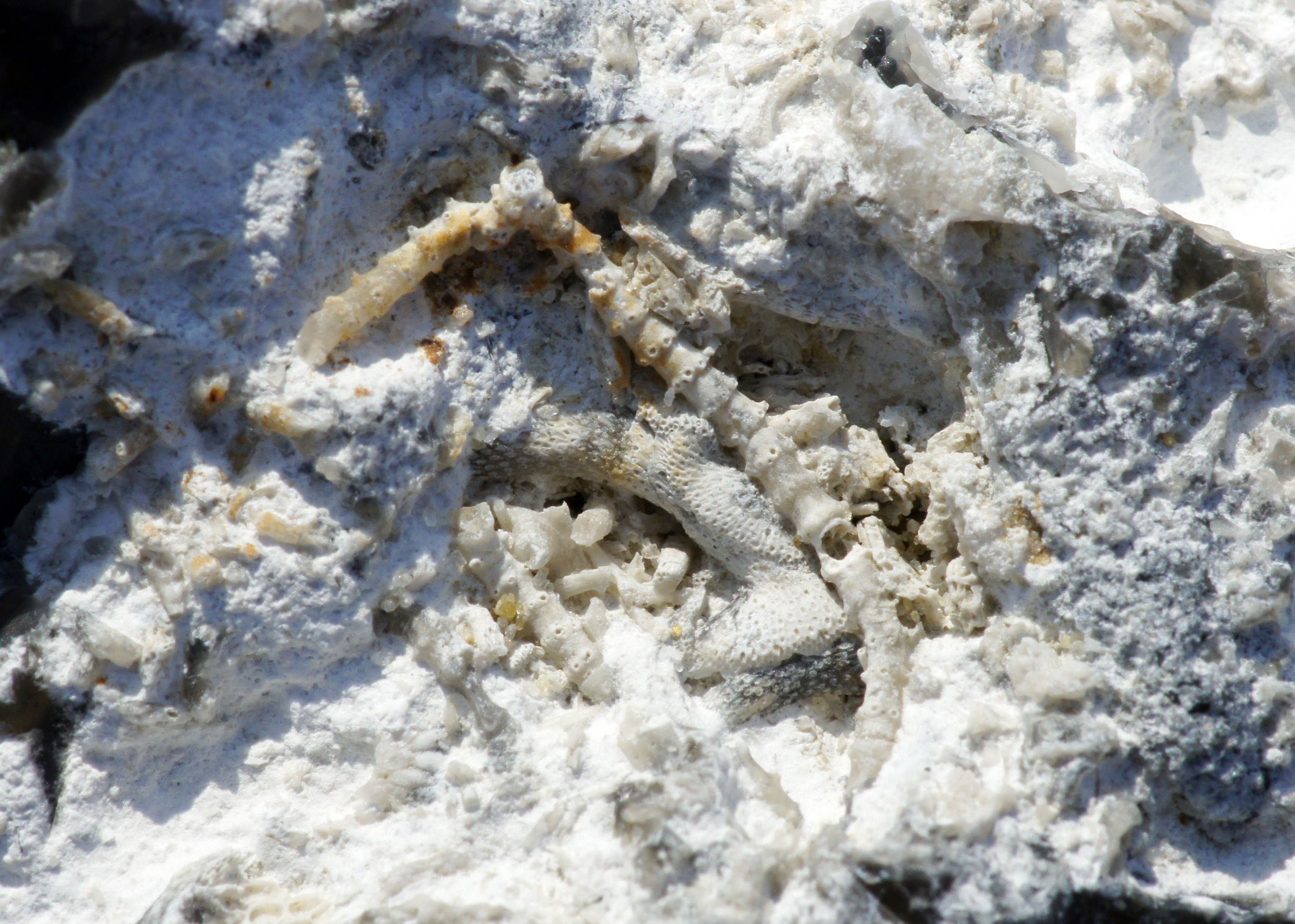

Mechovci, nově též mechovky v širším smyslu (Bryozoa) je kmen vodních prvoústých živočichů ze skupiny Lophotrochozoa. Patří k nim asi 5000 recentních druhů a několikanásobně více těch fosilních. Jsou na první pohled podobní žahavcům, ale mají mnohem komplexnější tělní stavbu.

## Popis
Žijí obvykle koloniálně nebo ve skupinách vzájemně propojených jedinců, složených až z několika milionů těl. Jeden jedinec jen zřídka přesahuje velikost v řádu několika milimetrů, ale kolonie mohou dosahovat v některých případech až několika metrů. Vytváří povlaky na skalním podloží, lasturách či na stélkách řas. Někdy dokonce tvoří masivní povlaky na lodích: tyto mohou někdy způsobit zhoršení směrovatelnosti a účinnosti lodi; jindy zase mohou ucpávat kanalizační systémy.
Tělo jedince (zooida) je tvořeno kalichem, který nese věnec obrvených chapadel. Ta umožňují příjem potravy, která sestává zejména z planktonu a detritu. Potrava postupuje do trávicí soustavy, která má tvar U - ústa i řitní otvor jsou uprostřed věnce chapadel.

## Systematika
Aktuální klasifikace (2013) dělí kmen na tři třídy:
(české názvy podle BioLib)
Kmen: Bryozoa Ehrenberg, 1831 – mechovci
- Třída: Phylactolaemata Allman, 1856 - mechovky
  - Řád: Plumatellida Pennak, 1953
- Třída: Stenolaemata Borg, 1941
  - Řád: Cyclostomata Busk, 1852 - mechovky kruhoústé
    - Podřád: Tubuliporina Milne Edwards, 1838
    - Podřád: Articulata Busk, 1859
    - Podřád: Cancellata Gregory, 1896
    - Podřád: Cerioporina von Hagenow, 1851
    - Podřád: Rectangulata Waters, 1887
- Třída: Gymnolaemata Allman, 1856 - keřnatenky
  - Řád: Ctenostomata Busk, 1852 - mechovky hřebínkovité
  - Řád: Cheilostomata Busk, 1852 - mechovky oružnaté
    - Podřád: Malacostegina Levinsen, 1902
    - Podřád: Inovicellina Jullien, 1888
    - Podřád: Scrupariina Silén, 1941
    - Podřád: Neocheilostomina d’Hondt, 1985